# گوستاوو اوبرمن
گوستاوو اوبرمن (انگلیسی: Gustavo Oberman؛ زادهٔ ۲۵ مارس ۱۹۸۵) بازیکن فوتبال اهل آرژانتین است.
از باشگاه‌هایی که در آن بازی کرده‌است می‌توان به باشگاه فوتبال ریور پلاته، باشگاه فوتبال کوردوبا، باشگاه فوتبال آرژانتینوس جونیورز، باشگاه ورزشی کاستیون، و باشگاه فوتبال سی‌اف‌آر کلوژ اشاره کرد.
وی همچنین در تیم ملی فوتبال زیر ۲۰ سال آرژانتین بازی کرده‌است.